# Fremmede i Karl Oves Paradis
|  | Denne artikel er oprettet af botten Steenthbot ud fra en ekstern database. Den kan derfor have sproglige fejl eller mangler. Denne skabelon kan fjernes efter kontrol af indholdet. |

Fremmede i Karl Oves Paradis er en dansk dokumentarfilm fra 2021 instrueret af Helle Toft Jensen.

## Handling
Der er bekymringer på Ærø, da kommunalbestyrelsen i vinteren 2014/2015 siger ja til at åbne to børnecentre for uledsagede, asylsøgende drenge fra Syrien, Afghanistan, Eritrea og Kuwait. Her midt i Det Fynske Øhav udspiller der sig en både dramatisk, rørende og humoristisk relationshistorie, som instruktør Helle Toft Jensen har dokumenteret med sit kamera gennem 6 år. Vi skal møde Rie, hvis livsperspektiv fuldstændig forandres, da hun ansættes på Centeret. Vi møder unge Emma, der bliver frivillig, og Rita og Ralde, der tager Hamed under deres vinger. Der er også matrosen Hans, politibetjent Lennart, Helles mand Thomas og deres nabo Karl Ove. Sekhi, Hadji, Aref og Ezatullah  mens de forsøger at skabe sig et liv på Ærø,  i venten på svar i deres respektive asylsager, -  og filmen viser glimt fra deres videre skæbne.